# Shimizu (Shizuoka)
Pour les articles homonymes, voir Shimizu.
Shimizu (清水町, Shimizu-chō) est un bourg du district de Suntō, situé dans la préfecture de Shizuoka, au Japon.

## Géographie

### Situation
Shimizu est situé dans le nord de la péninsule d'Izu.  

### Démographie
Au 1er décembre 2013, la population de Shimizu s'élevait à 32 326 habitants répartis sur une superficie de 8,84 km2.

### Hydrographie
Shimizu est traversé par le fleuve Kano. La rivière Kakita passe à l'ouest du bourg.

## Culture
Shimizu est le lieu où se déroule la majeure partie du film Une femme dans la tourmente de Mikio Naruse en 1964.

## Jumelage
Shimizu est jumelé avec :
- Miaoli (Taïwan)
- Squamish (Canada)